# 단죄
《단죄》는 2025년 5월부터 방송 예정인 Wavve 오리지널 드라마이다.

## 기획 의도
피싱 사기로 부모를 잃은 무명 배우가 딥페이크 기술을 이용해 거대 보이스피싱 조직에 잠입한 뒤 그들을 일망타진 해나가는 복수극이자 범죄 스릴러 드라마

## 제작진

### 제작사
- 타이거스튜디오

### 극본
- 김단비

### 연출
- 최형준

## 등장 인물

### 주요 인물
- 이주영 : 하소민 역
- 구준회 : 박정훈 역.
- 지승현 : 마석구 역